# Nankan
Nankan (南関町, Nankan-machi) est un bourg situé dans le district de Tamana (préfecture de Kumamoto), au Japon.